# Филипович, Павел Петрович
Павел Петрович Филипович (укр. Павло Петрович Филипович; 1891—1937) — украинский поэт, переводчик, писатель и историк литературы. В ранний период писал стихи и литературоведческие работы также на русском языке. Представитель «расстрелянного Возрождения». Входил в группу украинских неоклассиков.

## Биография
Родился в семье священника. После учёбы в гимназии в г. Златополь поступил в престижную Коллегию Павла Галагана, где познакомился с будущим украинским поэтом М. Драй-Хмарой и вместе с ним позже присоединился к группе сторонников ориентации на западную и античную литературу — неоклассиков.
В 1910 поступил в Киевский университет св. Владимира: учился сперва на правоведческом, затем перевёлся на историко-филологическом факультет, где изучал славянско-русскую филологию под руководством В. Перетца. В тот же год обратился к поэзии: начинал писать по-русски под псевдонимом Павел Зорев, с 1917 полностью перешёл на украинский.
В 1915 завершил обучение; за дипломную работу «Жизнь и творчество Е. Баратынского» (отд. изд. 1917) награждён золотой медалью и оставлен в университете как профессорский стипендиат.
В 1917 активно включился в литературно-художественный и общественно-политический процесс на Украине, стал приват-доцентом, позже — профессором (до 1935) Киевского университета, читал курс новейшей украинской литературы (1920).
В 1920 году входил в состав литературной группы «Гроно».
В начале 1920-х активно выступал с литературоведческими, критическими статьями. Редактировал сборники «Шевченко и его эпоха», писал статьи к изданию сочинений Леси Украинки, Ивана Франко, Александра Олеся, Ольги Кобылянской и др. Переводил на украинский произведения Ш. Бодлера, П. Беранже, П. Верлена, многих славянских авторов.
Автор сборников стихов «Земля и ветер» (1922) и «Простор» (1925), историко-художественных произведений «Шевченко и декабристы» (1926), «Пушкин в украинской литературе» (1927), «Украинское литературоведение за десять лет революции» (1928), «Из новейшей украинской литературы» (1929).
5 сентября 1935 арестован. 30 октября его дело объединили с делом М. Драй-Хмары, а 22 ноября общее дело присоединили к делу «Зеров и его группа». 1—4 февраля 1936 г. на закрытом судебном заседании приговорён к 10 годам заключения. В начале июня этапирован на Соловки.
В 1937 г. «дело Зерова и др.» пересмотрено, постановлением от 9 октября все проходившие по делу приговорены к высшей мере наказания. 3 ноября 1937 г. Филипович был расстрелян в урочище Сандармох вместе с группой свыше 100 представителей украинской интеллигенции.
Трагически сложилась судьба жены поэта — Марии Андреевны: не выдержав горя, она сошла с ума. В 1939, когда её супруга уже не было в живых, «по её просьбе» перевести к мужу на Колыму она была выслана в Караганду. Дальнейшая её судьба неизвестна.
Решением военной коллегии Верховного суда СССР от 31 марта 1958 г. приговор от 1—4 февраля 1936 г. и постановление от 9 октября 1937 г. отменены «за отсутствием состава преступления».